# الکساندر آسکولدوف
الکساندر یاکوولویچ آسکولدوف (روسی: Александр Яковлевич Аскольдов؛ ‏ ۱۷ ژوئن ۱۹۳۲ – ۲۱ مهٔ ۲۰۱۸)  کارگردان فیلم اهل اتحاد جماهیر شوروی سوسیالیستی بود. وی دانش‌آموختهٔ دانشگاه دولتی مسکو بود و کارگردانی را از لئونید تراوبرگ آموخت.
نخستین فیلم بلند او کمیسر نام داشت که به مدت ۲۰ سال توقیف بود و به‌دنبال گلاسنوست و اندکی پیش از انحلال اتحاد جماهیر شوروی، در سال ۱۹۸۸ اکران گردید و برندهٔ جایزه بزرگ هیئت داوران در سی و هشتمین دورهٔ جشنواره بین‌المللی فیلم برلین و ۴ جایزه نیکا شد.